# Henri Sauguet
Henri Sauguet (oprindelig Henri-Pierre Poupard)(født 18. maj 1901 i Bordeaux, Frankrig, død 21. juni 1989 i Paris, Frankrig) var en fransk komponist.
Sauguet var manden der bragte balletten tilbage i Paris efter anden Verdenskrig. Han blev undervist af Darius Milhaud og Erik Satie.
Han var en tonal komponist. Han har komponeret 4 symfonier, 3 klaverkoncerter, orkesterværker og balletter. Han har skrevet omkring 150 værker.

## Udvalgte værker
- Symfoni nr. 1 "Expiatory" (1945) - for orkester
- Symfoni nr. 2 "Allegorisk årstiderne" (1949) - for sopran, kor og orkester
- Symfoni nr. 3 "I. N. R."(1955) - for orkester
- Symfoni nr. 4 "Af den tredje alder" (1971) - for orkester
- 3 Klaverkoncerter (1934, 1947-1948, 1961-1963) - for klaver og orkester
- Harmonikakoncert (1970) - for harmonika og orkester
- "Ensomhed" (1958) - ballet
- "Hjertets ess" (1960) - ballet